# Scharfzähniger Strahlengriffel
Der Scharfzähnige Strahlengriffel (Actinidia arguta), auch Kiwibeere, Honigbeere, Kokuwa, Kiwai oder Kleinfruchtige Kiwi genannt, ist eine Pflanzenart in der Familie der Strahlengriffelgewächse (Actinidiaceae). Sie ist im östlichen Asien beheimatet.
Der Scharfzähnige Strahlengriffel ist mit der handelsüblichen Kiwi und verschiedenen anderen kleinfruchtigen Arten wie Schwarzer Strahlengriffel  (Actinidia melanandra), Sibirischer Strahlengriffel (Actinidia kolomikta) oder Japanischer Strahlengriffel (Actinidia polygama) verwandt. Die Sorten der Actinidia arguta sind wesentlich frosthärter als die Kiwi (Actinidia deliciosa) und daher für den Anbau im gemäßigten Klima, wie in Mitteleuropa, gut geeignet.

## Beschreibung

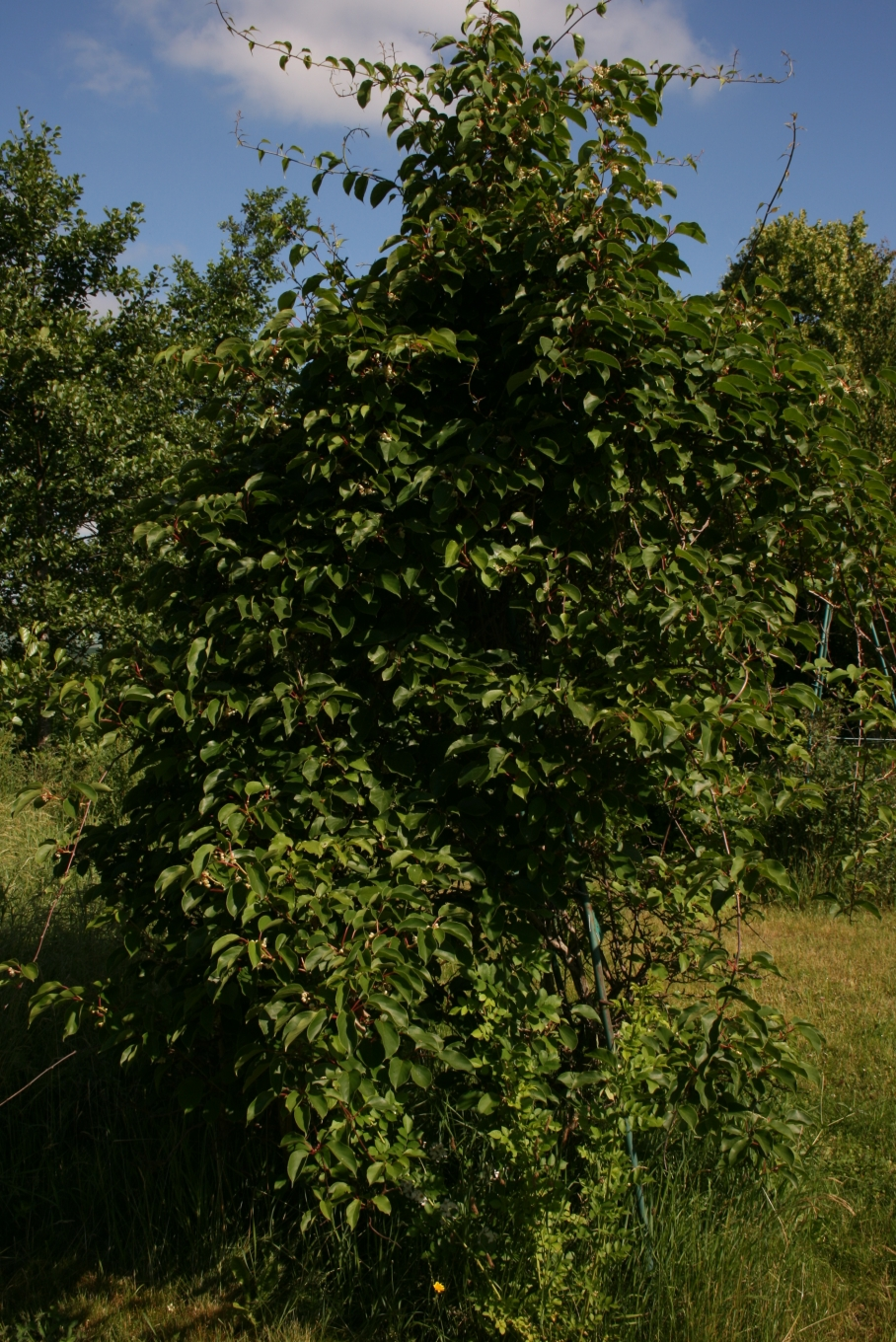
Habitus

### Erscheinungsbild, Rinde und Laubblatt

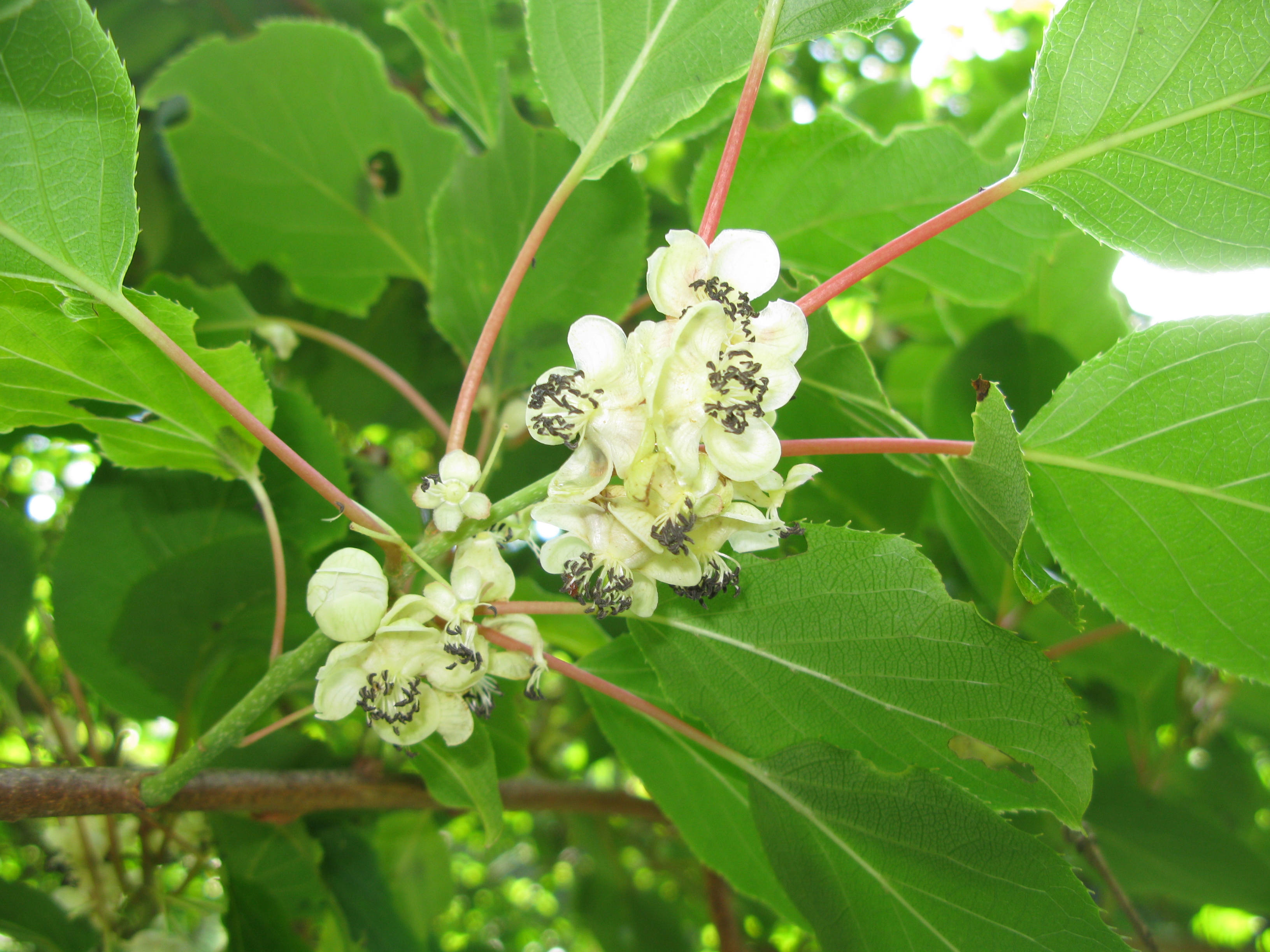
Zweig von unten mit Laubblättern und Blüten

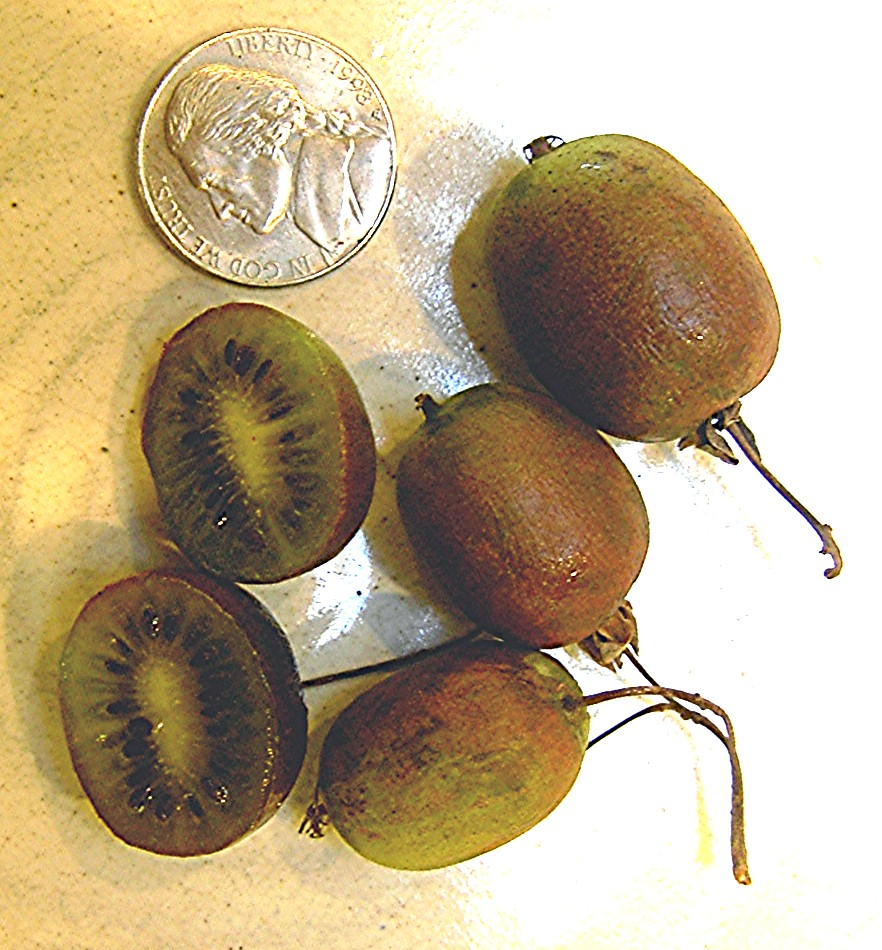
Reife Früchte

Kiwibeeren vor dem Verzehr

Der Scharfzähnige Strahlengriffel ist eine große, sommergrüne, verholzende Kletterpflanze; man kann die Wuchsform auch als windender Strauch bezeichnen, es handelt sich um eine Liane. Die Rinde der Zweige ist anfangs wollig behaart, später ist sie kahl oder selten flaumig behaart und es sind keine Lentizellen mit bloßem Auge erkennbar. Im zweiten Jahr färbt sich die Rinde gräulich-braun und ist kahl mit kleinen, unscheinbaren Lentizellen. Die gefächerte Markzone ist weiß bis braun.
Die wechselständigen Laubblätter sind in Blattstiel und Blattspreite gegliedert. Der rosafarben-braune Blattstiel weist eine Länge von 3 bis 6 (max. 10) cm auf und ist meist kahl, manchmal rostfarben wollig oder borstig behaart. Die einfache, häutige bis papierartige Blattspreite ist mit einer Länge von 6 bis 12 cm und einer Breite von 5 bis 10 cm meist eiförmig bis breit eiförmig oder fast kreisförmig, manchmal eiförmig-länglich mit symmetrischer oder ungleichseitiger, gerundeter bis herzförmiger, selten keilförmiger Spreitenbasis und abrupt spitz auslaufender Spreitenspitze. Der Blattrand ist scharf gesägt. Die dunkelgrüne Blattoberseite ist kahl. Die grüne Blattunterseite ist kahl oder rostfarben wollig oder striegelig behaart, besonders am Mittelnerv und den Seitennerven. Der Hauptnerv und die Seitennerven sind auf der Blattunterseite auffällig, auf der Blattoberseite wenig auffällig. Auf jeder Seite des Mittelnerves befinden sich fünf bis sieben gerade oder bogenförmige Seitennerven. Die Netznerven sind auf der Blattunterseite wenig, auf der Blattoberseite unauffällig.

### Blütenstand und Blüte
Die Blütezeit liegt meist im April. Der Scharfzähnige Strahlengriffel ist zweihäusig getrenntgeschlechtig (diözisch). Auf nur 7 bis 10 mm langen Blütenstandsschäften stehen hell- bis mittelbraune wollig behaarte, seitenständige, zymöse Blütenstände, die nur eine bis sieben Blüten enthalten. Es sind mit nur 1 bis 4 mm lineale Tragblätter vorhanden. Die Blütenstiele sind 0,8 bis 1,4 cm lang.
Die eingeschlechtigen Blüten sind vier- bis sechszählig und weisen einen Durchmesser von 1,2 bis 2 cm sowie eine doppelte Blütenhülle (Perianth) auf. Die Knospendeckung von Kelch- wie Kronblättern ist dachziegelig (imbricat). Die vier bis sechs Kelchblätter sind mit einer Länge von 3,5 bis 5 mm eiförmig bis länglich mit bewimpertem Rand; sie sind auf beiden Seiten drüsig wollig behaart oder auf der Blattunterseite schwach flaumig behaart bis kahl. Die vier bis sechs grünlich-gelben oder weißen Kronblätter sind mit einer Länge von 7 bis 9 mm keilförmig-verkehrt-eiförmig bis kreisförmig-verkehrt-eiförmig. In den funktional männlichen Blüten sind viele Staubblätter vorhanden. Die seidig behaarten Staubfäden sind schmal und 1,5 bis 3 mm lang. Die schwarzen oder dunkel-purpurfarbenen Staubbeutel sind mit einer Länge von 1,5 bis 2 mm länglich mit pfeilförmiger Basis und ihre zwei Theken öffnen sich mit Schlitzen. In den funktional weiblichen Blüten sind flaschenförmige, vielkammerige Fruchtknoten vorhanden, die kahl und 6 bis 7 mm lang sind. Jede Fruchtknotenkammer enthält viele Samenanlagen. Die vielen freien Griffel sind 3,5 bis 4 mm lang.

### Frucht und Samen
Die kahlen, fleischigen, mit einer Länge von 2 bis 3 cm kugeligen bis länglichen Beeren, die mehr oder weniger schnabelartig enden, enthalten zahlreiche Samen. Die Frucht färbt sich bei Reife je nach Sorte von purpur-rot über grau-braun bis grünlich-gelb. Die mit einer Länge von 2,5 mm länglichen Samen enthalten einen vergleichsweise großen, zylindrischen, geraden Embryo und zwei kurze Keimblätter (Kotyledone). Die Früchte reifen zwischen August und Oktober.

### Chromosomenzahlen
Die Chromosomenzahlen betragen 58 (diploid), 116, 174 oder 232.

## Herkunft
Der Scharfzähnige Strahlengriffel ist auf den Kurilen, Sachalin, in der Region Primorje, in Korea, Japan, Taiwan und in Zentralchina (Anhui, Chongqing, Fujian, Gansu, Guangxi, Guizhou, Hebei, Heilongjiang, Henan, Hubei, Hunan, Jiangxi, Jilin, Liaoning, Shaanxi, Shandong, Shanxi, Sichuan, Yunnan, Zhejiang) bis ins Himalayagebirge verbreitet. Dort ranken sie meist an Bäumen hoch. In China gedeiht er in Bergwäldern, im Dickicht, an den Ufern von Fließgewässern und an feuchten Standorten in Höhenlagen zwischen 700 und 3600 Meter.

## Systematik
Die Erstbeschreibung des Scharfzähnigen Strahlengriffels erfolgte 1843 unter dem Namen Trochostigma arguta durch Philipp Franz von Siebold und Joseph Gerhard Zuccarini in Abhandlungen der Mathematisch-Physikalischen Classe der Königlich Bayerischen Akademie der Wissenschaften, 3 (2), S. 727. Jules Émile Planchon stellte diese Art 1867 in Friedrich Anton Wilhelm Miquel: Annales Museum Botanicum Lugduno-Batavi 3, S. 15 in die Gattung Actinidia.
Actinidia arguta gehört zur Serie Lamellatae aus der Sektion Leiocarpae in der Gattung Actinidia.
Es gibt mindestens drei Varietäten:
- Actinidia arguta (Sieb. & Zucc.) Planch. ex Miq. var. arguta
- Actinidia arguta var. giraldii (Diels) Voroschilov (Syn.: Actinidia giraldii Diels, A. arguta var. nervosa C.F.Liang, A. kwangsiensis H.L.Li, A. melanandra var. kwangsiensis (H.L.Li) C.F.Liang): Sie kommt in Bergwäldern in Höhenlagen zwischen 900 und 2400 Meter in Chongqing, Gansu, Guangxi, Hebei, Henan, Hubei, Hunan, Jiangxi, Shaanxi, Sichuan, Yunnan und Zhejiang vor.
- Actinidia arguta var. hypoleuca (Nakai) Kitam. (Syn.: Actinidia hypoleuca Nakai): Sie kommt nur in Japan auf Honshu, Kyushu und Shikoku vor.

## Nutzung

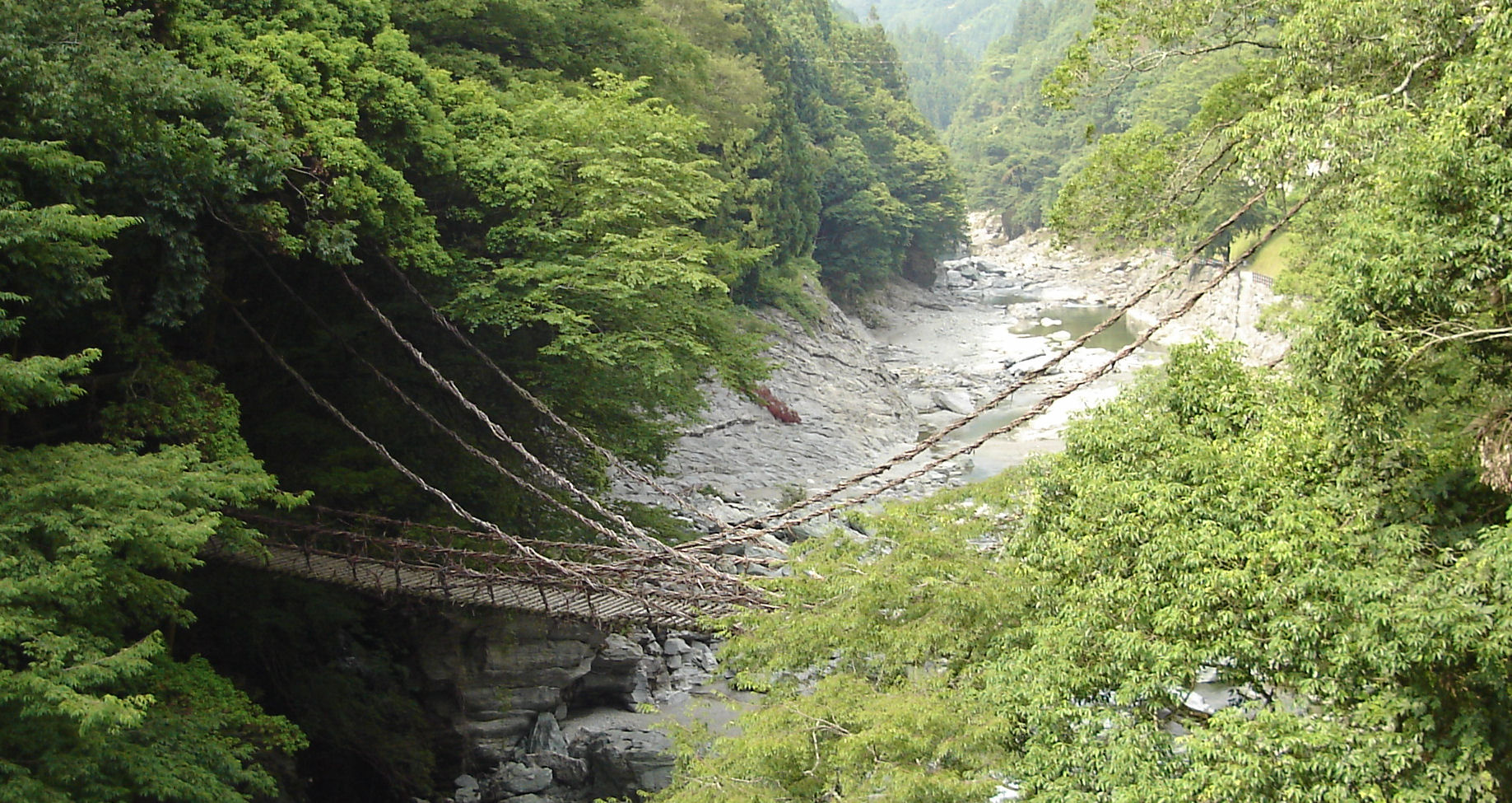
Brücke aus Ranken des Scharfzähnigen Strahlengriffel

Die Kultursorten werden in vielen Gebieten der Welt angebaut. Das Hauptinteresse am Scharfzähnigen Strahlengriffel besteht ihrer Früchte wegen. Aufgrund der starken wie auch schwer verrottenden Zweige der windenden Liane fand sie jedoch auch als Konstruktionsmaterial beispielsweise zum Bau von Hängebrücken Verwendung.
Diverse Sorten gibt es in Japan schon länger. In Europa begann die Sortenzüchtung in der Ukraine Mitte des 20. Jahrhunderts durch I.M. Shaitan vom Nationalen Botanischen Republikanischen Garten der Akademie der Wissenschaften in Kiew. Es folgten Deutschland, Schweiz und Tschechien. In Österreich brachte die Baumschule Praskac in den 1980er Jahren erstmals unsortierte Pflanzen unter dem japanischen Namen Kokuwa bzw. übersetzt als Honigbeere in den Handel. Dies sind entgegen häufig zu findender Angaben keine Sortennamen.

### Früchte
Die Früchte sind sehr süß und reich (für Actinidien allerdings relativ arm) an Vitamin C und Mineralstoffen.
Durchschnittlicher Gehalt bei A. arguta (A.A. Titljanov nach E. I. Kolbasina):
- Vitamin C 80 mg% (A. kolomikta 930 mg%, A. deliciosa 100 mg%)
- Vitamin P 55 mg% (A. kolomikta 26 mg%, A. polygama 48 mg%)
- Karotin 0,28 mg% (A. kolomikta 0,26 mg%, A. polygama 8,45 mg%)
- Säuregehalt 1,29 mg% (A. kolomikta 1,26 mg%, A. deliciosa 1,3 mg%, A. polygama 0,93 mg%)
- Zuckergehalt 8,4 % (A. kolomikta 5,7 %, A. deliciosa 9 %, A. polygama 6,9 %)

### Anbau

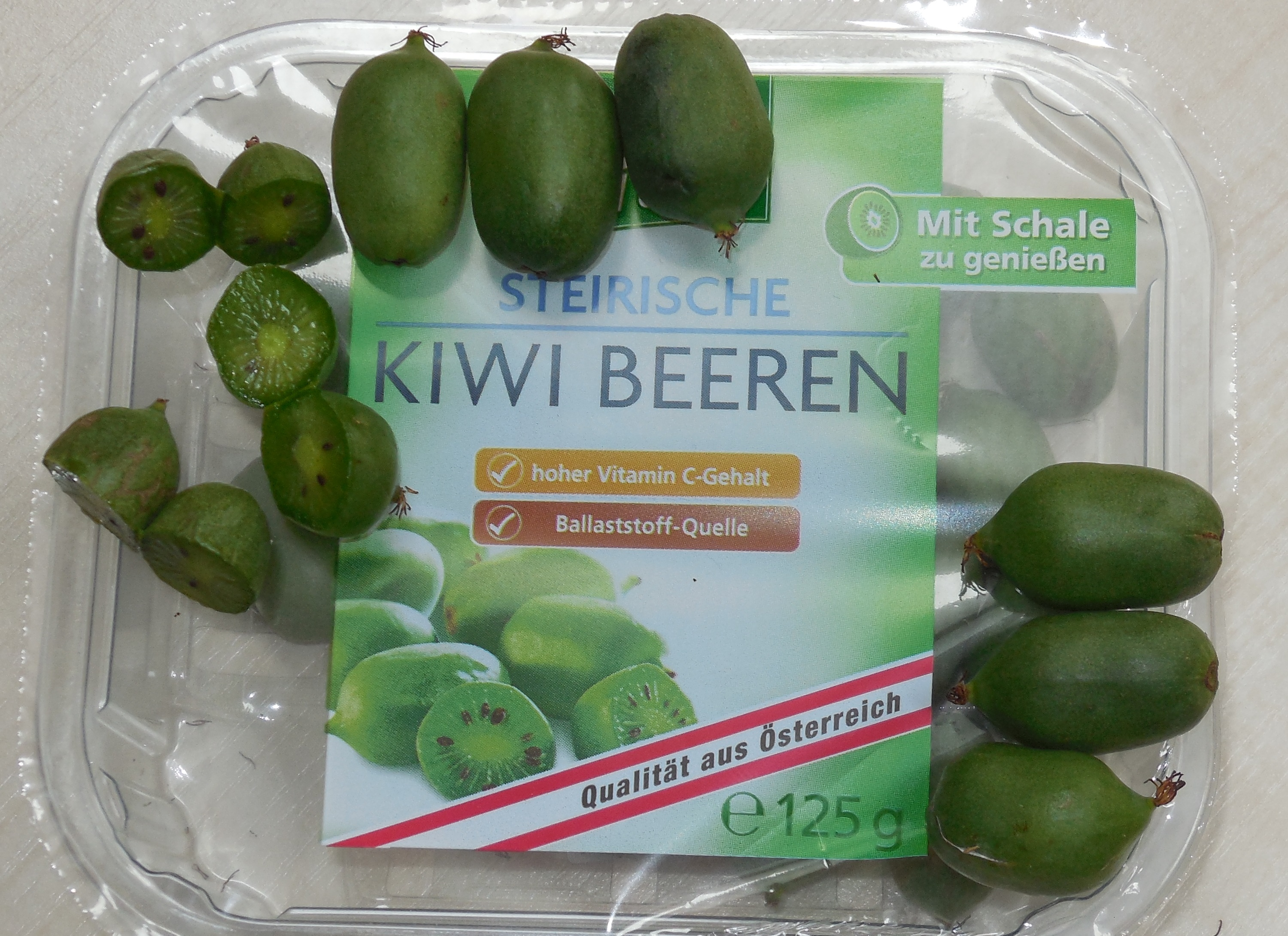
Kiwibeeren in einem österreichischen Supermarkt (2015)

Da der Scharfzähnige Strahlengriffel zweihäusig getrenntgeschlechtig ist, werden für weibliche Pflanzen männliche Befruchter mit einem Abstand von höchstens 20 Metern benötigt. In Plantagen wird auf sechs bis acht weibliche Pflanzen eine männliche Befruchterpflanze empfohlen.
Der Anbau der Sorten dieser Art ist noch nicht sehr verbreitet, da die Honigbeere noch relativ unbekannt ist. Verwandte kleinfruchtige Strahlengriffel werden momentan eher als Zierpflanzen angeboten (z. B. Actinidia kolomikta). Unter anderem ist die schlechte Haltbarkeit nach der Ernte ein Problem, das der kommerziellen Produktion im Wege steht. Es gibt jedoch Anbaugebiete in Bayern, Sachsen und anderen Gebieten in Deutschland, aus denen Früchte geerntet und verkauft werden.
Es gibt auch weltweit Bemühungen, diese Früchte mehr auf den Markt zu bringen und kommerziellen Erfolg damit zu erzielen. So haben sich neben Europa auch in Südamerika, den USA und Neuseeland kleinere Anbauinitiativen gebildet.

### Standortansprüche und Pflege
Aufgrund der genügsamen und guten frostresistenten Eigenschaften des Scharfzähnigen Strahlengriffel, er verträgt langsame Temperaturabstiege bis auf −30 °C, ist ein Anbau bis in den Norden Europas möglich. Voraussetzung ist eine mindestens 150 Tage frostfreie Wachstumszeit. Ungünstige Verhältnisse sind spätfrostgefährdete Lagen. Die Pflanze benötigt als ursprüngliche Bewohnerin von Waldsäumen humosen Boden. Die Honigbeere bevorzugt leicht saure Substrate, ist aber nicht im selben Maß kalkempfindlich wie die Großfruchtige Kiwi (A. deliciosa). Die besten Verhältnisse für die Kiwibeere sind kalkarme oder leicht saure Böden (pH-Wert 5,5–6,5), die Pflanzen können auch bei einem pH-Wert von 7 gut gedeihen.
Die Honigbeere ist salzempfindlich, daher eignen sich Mineraldünger schlechter als Kompost zur Düngung. Mulchen und ein nach Westen oder Osten ausgerichteter Standort wirken sich positiv auf Wachstum und Fruchtansatz aus. Ein zur Sonne exponierter Standort lässt den sommerlichen Wasserbedarf extrem steigen. Bei der plantagenförmigen Kultur ist aufgrund des hohen Wasserbedarfs eine Zusatzbewässerung notwendig.
Bislang sind keine gravierenden Krankheiten und Schädlinge bekannt. Aufgrund der Zweihäusigkeit sollte unbedingt eine männliche Pflanze zur Bestäubung gesetzt werden. Theoretisch könnten auch die männlichen Pflanzen der echten Kiwi (Actinidia deliciosa) zur Befruchtung eingesetzt werden, dies ist jedoch aufgrund der geringen Frosthärte im professionellen Anbau nicht relevant. Bei einem vollsonnigen Standort kann eine Pflanze Erträge bis zu zehn bis 30 Kilogramm erzielen. Der Durchschnitt der Erträge liegt zwischen 5 und 14 Kilogramm.

### Schnitt
Ein Schnitt ist nicht unbedingt nötig, sollte aber ähnlich wie bei der Weinrebe vorgenommen werden und empfiehlt sich zur Ertragssteigerung und zur Begrenzung des Längenwachstums. Mini-Kiwis sind starkwüchsige Pflanzen und benötigen große Standweiten. Wenn man von einem Pflanzenabstand von 2,5–3 m und einen Reihenabstand von 3–3,5 m ausgeht, ergibt sich, dass 1100 bis 1300 Pflanzen pro ha angebaut werden können. Der Haupttrieb und die Seitenverzweigungen sollten sich nicht um die Drähte schlingen, sie sollten gerade gezogen werden. Wenn sich auf flach gestellten Ästen Seitenverzweigungen entwickeln, so kürzt man sie im Sommer auf fünf bis sieben Augen. Triebe, die gefruchtet haben, sollten auf drei bis fünf Augen zurückgeschnitten werden. Im dreijährigen Rhythmus sollte man die abgetragenen Triebe entfernen. Außerdem werden zu dicht oder ungünstig stehende Triebe ebenfalls entfernt. Wenn die Pflanze ein gewisses Alter erreicht hat, schneidet man das abgetragene Fruchtholz auf junges Fruchtholz zurück (Fruchtholzerneuerung). Diese Schnittmaßnahmen sollte man im Sommer oder in der Winterruhe durchführen, andernfalls kann es zu starken Blutungen kommen, da die Pflanze bereits unter hohem Saftdruck steht. Im Mai gebildete Wasserschosse werden im Juni entfernt, ganz späte Triebe sind meist kürzer und werden Mitte August auf fünf bis sieben Knospen gekürzt. Bei großen Anlagen wird dieser Vorgang unter Einsatz von Maschinen und Heckenscheren durchgeführt.

### Sorten
Robuste und ertragreiche weibliche Sorten sind die „Weiki“ (auch „Bayern-Kiwi“ genannt), die „Ananasnaja“, die „Maki“ (aus der Schweiz, Synonyme „Amdue“ und „Red Beauty“). Auch die „Rote Potsdamer“ steht seit mehr als hundert Jahren in den preußischen Parks. Außerdem gibt es noch „Julia“ (auch „Sachsen-Kiwi“ genannt, da in Chemnitz selektiert), die „Kiwino“, die „Issai“ (aus Japan), die „Kiwai-Rouge“ (evtl. synonym mit „Maki“), „Geneva 2“ und „Geneva 3“ (letztere eine aromatischere Weiterzüchtung). Aus Tschechien stammt die apfelförmige „Bojnice“. Der einzige Klon, der in Ansätzen selbstfruchtbar ist (entgegen der Auspreisung in Gartenmärkten) ist die „Issai“, aber auch hier sind Fruchtgröße und Fruchtansatz bei Befruchtung mehr als doppelt so groß. In den letzten Jahren kommen verstärkt ukrainische Sorten wie die rotfrüchtige „Purpurna Sadowa“ von Shajtan als Einzelpflanzen in den Handel. Bei dieser Sorte handelt es sich um eine Angehörige der var. purpurea, die auch als eigene Art A. purpurea angesehen wird.
Kommerziell bedeutendste Sorten auf dem europäischen Markt sind Issai, Weiki, Geneva, Jumbo, Ananasnaya, sowie Sorten der Hortgem-Serie des New Zealand Institute for Plant and Food Research.